# Кощиня
Франсишко Жозе Родригеш да Коща (на португалски: Francisco José Rodrigues da Costa, изговаря се най-близко до Франсишку Жузе Родригеш да Коща по-известен като Кощиня, Costinha) e португалски полузащитник. Играе в Аталанта, присъединявайки се в клуба от Атлетико Мадрид.
Неговият най-голям успех в Порто е вкараният гол, с който елиминират Манчестър Юнайтед в първия елиминационен кръг на Шампионска лига през 2003-04. Порто печели купата, като побеждава Монако на финала с 3:0.
След по-малко успешната серия с Порто през сезон 2004-05 е продаден на ФК Динамо Москва заедно с Маниш и Гюркус Сейтаридис, присъединявайки се към съотборника си Дерлей.
Кощиня играе за националния отбор на Португалия на Евро 2000, Евро 2004, Световно първенство по футбол 2006. Вкарва 2 гола в 49 мача за Португалия. На 25 юни 2006 на световното първенство в Германия е изгонен след два жълти картона в мача с Холандия.
Кощиня носи капитанската лента на националния отбор в приятелска среща с Дания на 1 септември 2006. Изглежда, че той ще бъде бъдещият капитан на отбора.

## Титли
- Шампионска лига (2004)
- Купа на УЕФА (2003)
- Португалска Суперлига (2003, 2004)
- Лига 1 (2000)
- Интерконтинентална купа (2004)